# ÖUIF Rugby
ÖUIF Rugby är en rugbyklubb tillhörande Örebro Universitet, som startades år 2001 av Per Widén (Karlstads rugbyklubb) och Fredrik Borelius (Red Saints Rugby Club). Laget består mestadels av studenter och pendlar därför i antal aktiva spelare. ÖUIF Rugby har spelat som högst i division 1 norr för herrar men även deltagit i olika turneringar och cuper.